# Je lijkt op iemand
Je lijkt op iemand is een lied van de Nederlandse zanger Jayh. Het werd in 2015 als single uitgebracht.

## Achtergrond
Je lijkt op iemand is geschreven door Arjan Bedawi, Glen Faria, Jaouad Ait Taleb Nasser, Kim Arzbach en Vijay Kanhai en geproduceerd door Soulsearchin. Het is een nummer uit het genre nederpop. In het lied zingt de artiest over zijn veranderde gevoelens voor zijn geliefde. Waar hij eerst verliefd op haar was, zijn deze gevoelens nu weg. Op de B-kant van de single is een instrumentale versie van het lied te vinden.

## Hitnoteringen
De zanger had succes met het lied in de hitlijsten van Nederland. Het stond op de 99e plaats van de Nederlandse Single Top 100 in de enige week dat het in deze hitlijst te vinden was. De Nederlandse Top 40 werd niet bereikt; het kwam hier tot de vijfde plaats van de Tipparade.